# Сеидов, Азиз Джафар оглы
Азиз Джафар оглы Сеидов (азерб. Əziz Cəfər oğlu Seyidov; род. 6 октября 1956, Кировабад) ― советский и азербайджанский юрист. Председатель военной коллегии Верховного суда Азербайджанской Республики.

## Биография
Азиз Сеидов родился 6 октября 1956 года в г. Кировабад. Там же окончил школу. Служил в рядах Советской армии. После службы окончил юридический факультет Азербайджанского государственного университета в 1983 году.
С 1983 по 1988 год являлся следователем прокуратуры Низаминского района г Баку, старшим следователем прокуратуры г. Баку.
С 1988 по 1993 год являлся следователем по особым важным делам при Прокуроре Азербайджана.
С 1993 по 1998 год являлся начальником следственного управления Военной прокуратуры Азербайджана.
С 1998 по 1999 год являлся начальником отдела Генеральной прокуратуры Азербайджана по надзору за исполнением законов в органах национальной безопасности и вооруженных силах.
С 1999 по 2001 год являлся специальным военным прокурором.
С 2001 по 2007 год являлся начальником управления Генеральной прокуратуры Азербайджана по надзору за следствием, дознанием и оперативно-розыскной деятельности органов внутренних дел.
30 сентября 2004 года присвоено высшее специальное звание государственного советника юстиции 3-го класса.
С 20 апреля 2007 по 2017 год являлся Прокурором г. Баку.
25 апреля 2017 года избран судьей Верховного суда Азербайджана. 11 июля 2017 года распоряжением президента Азербайджана Ильхама Алиева назначен председателем военной коллегии Верховного суда Азербайджана.
Судья коллегии по уголовным делам Верховного суда Азербайджана.

## Награды
- Медаль «За отвагу» (24 декабря 1998 )
- Нагрудный знак «Почетный сотрудник Прокуратуры Азербайджана» (26 сентября 2003)
- Орден «Азербайджанское знамя» (27 сентября 2008)
- Медаль «90 лет Прокуратуре Республики Беларусь» (5 июня 2014), награжден Генеральным прокурором Беларуси
- Медаль «100-летие азербайджанской армии» (25 июня 2018)[9]
- Медаль «100-летие юстиции Азербайджана (1918–2018)»[азерб.] (20 ноября 2018)[10]
- Медаль «Прогресс» (11 февраля 2023)[11]
- Медаль «МПА СНГ. 25 лет» (27 марта 2017, Межпарламентская ассамблея СНГ) — за заслуги в деле развития и укрепления парламентаризма, за вклад в развитие и совершенствование правовых основ функционирования Содружества Независимых Государств, укрепление международных связей и межпарламентского сотрудничества[12].